# M/S Finnswan

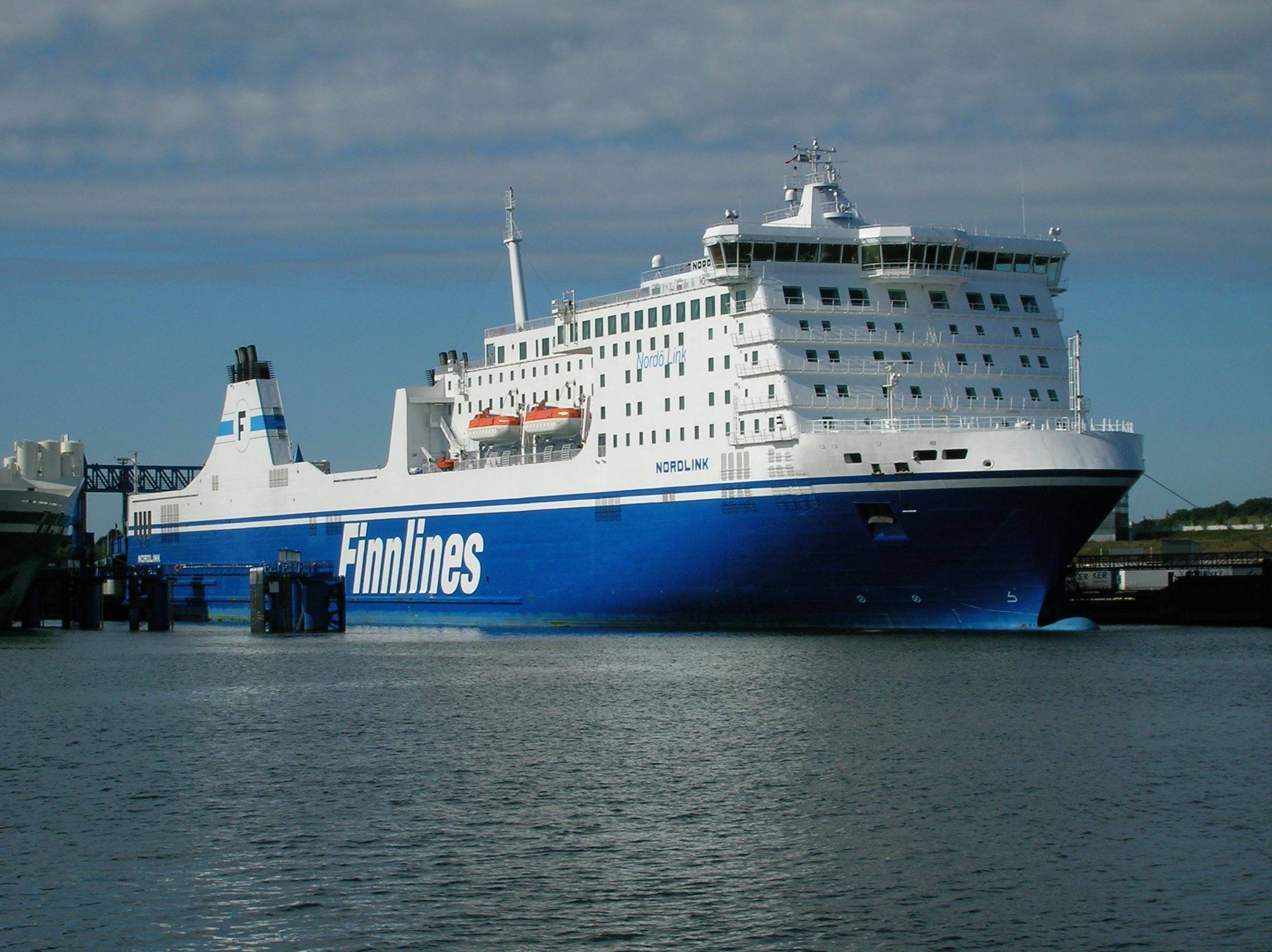
Nordlink i Travemünde.

M/S Finnswan, tidigare M/S Nordlink är en RoPax-färja, byggd av det Italienska varvet Fincantieri, som vid leveransen trafikerade för Nordö-Link på linjen Malmö-Travemünde. På linjen trafikerar Nordö-Link också med två andra fartyg; Finntrader och Finnpartner. I februari 2009 sattes Nordlink in på linjen Helsingfors-Travemünde. Fartyget och rederiet Nordö-Link ägs av Finnlines. Från 3/10 2012 seglade Nordlink på Rutten Malmö-Travemünde.
Den 2 februari 2018 flyttades Nordlink till Nådendal–Långnäs–Kapellskär och bytte då även namn till M/S Finnswan och seglar nu under finsk flagg. Fartyget flyttade tillbaka till Malmö-Travemünde under 2024.

## Tekniska data
- Byggd: 2007
- Längd: 218 meter
- Bredd: 30 meter
- Passagerare: 500
- Hytter: 201
- Hyttplatser: 550
- Fart: 25 knop
- Lastmeter: 3500
- IMO nr: 9319454
- Nuvarande Namn: M/S Finnswan
- Flagstat: Sverige
- Maskineri: Fyra Wärtsilä 9L46D dieslar